# Acnephalum cockerelli
Acnephalum cockerelli là một loài ruồi trong họ Asilidae. Acnephalum cockerelli được Curran miêu tả năm 1934. Loài này phân bố ở vùng nhiệt đới châu Phi.